# Haruka Fukuhara
Haruka Fukuhara (jap. 福原 遥 Fukuhara Haruka; ur. 28 sierpnia 1998 w prefekturze Saitama) – japońska aktorka, seiyū, piosenkarka, modelka i była aktorka dziecięca.
Zadebiutowała jako dziecięca aktorka w 2005 roku. Przyciągnęła uwagę publiczności rolą „Main-chan” w dziecięcym programie kulinarnym „Cookin' Idol Ai! Mai! Main!”. Jest także aktywna jako seiyū (aktorka głosowa) można ją usłyszeć m.in. w anime „KiraKira Pretty Cure a la Mode”. Wystąpiła w takich filmach jak „Kakegurui” i „Kaguya-sama wa kokurasetai: tensai-tachi no ren’ai zunōsen Final”. Jej aktorstwo można również zobaczyć m.in. w dramie koprodukcyjnej Fuji TV i Netflixa „Good Morning Call”, bądź „Yuru Camp” emitowanej w TV Tokyo.

## Życiorys
Zadebiutowała w showbiznesie w 2005 roku jako dziecięca aktorka, występując w dramie „Koi no Jikan”.
Następnie zwróciła na siebie uwagę w 2009 roku w programie kulinarnym dla dzieci „Cookin' Idol Ai! Mai! Main!”, który łączył segment gotowania na żywo w studiu z segmentem anime, w którym użyczyła głosu postaci Main Hiiragi, co przyniosło jej przydomek „Main-chan”.
W 2012 roku została wybrana jako jedna z czterech zwyciężczyń spośród około 9 000 uczestniczek 20. przesłuchania Pichimo do magazynu o modzie Pichi Lemon zostając ekskluzywną modelką magazynu od numeru, który ukazał się 1 czerwca.
W 2017 roku wygrała przesłuchanie i została wybrana do użyczenia głosu postaci Himari Arisugale, znanej również jako Cure Custard, w anime „KiraKira Pretty Cure a la Mode”. Swoją pierwszą główną rolę w filmie zagrała jako Sasai Honjo w „Girl's Play”, który został pokazany na 9. Międzynarodowym Festiwalu Filmowym na Okinawie w kwietniu 2017 roku.
Drama emitowana w TV Asahi od kwietnia 2018 roku, „Koe Girl!” była jej pierwszą dramą w telewizji naziemnej, w której zagrała główną rolę i zaśpiewała piosenkę przewodnią „It's Show Time!” wraz z Haruką Tomatsu.
7 sierpnia 2019 roku zadebiutowała jako wokalistka w Sony Music Associated Records z piosenką „Mikanseina Hikaritachi” (未完成な光たち).
Jej oficjalny fanklub został otwarty 1 marca 2021 roku.
Wzięła udział w przesłuchaniu i została wybrana spośród 2545 kandydatek do roli Mai Iwakury, głównej bohaterki dramy asadora „Maiagare!” stacji NHK, która była emitowana od 3 października 2022 do 31 marca 2023 roku.
Po raz pierwszy pojawi się w dramie historycznej (taiga drama) „Berabou” (べらぼう〜蔦重栄華乃夢噺〜
), której emisja zaplanowana jest na 2025 rok.

## Filmografia

### Dramy
| Rok       | Tytuł                                                                         | Rola                 | Stacja telewizyjna | Uwagi                  | Przy.  |
| --------- | ----------------------------------------------------------------------------- | -------------------- | ------------------ | ---------------------- | ------ |
| 2005      | Koi no Jikan (恋の時間)                                                       | Młoda Kaori Hayakawa | TBS                | Odc. 3                 | [ 17 ] |
| 2007      | Tsubasa no Oreta Tenshitachi 2 (翼の折れた天使たち (第２弾))                  | Młoda Kana Nakagawa  | Fuji TV            | Odc. 3                 | [ 17 ] |
| 2007      | Negima! Magister Negi Magi (Magister Negi Magi 魔法先生ネギま!)               | Młoda Ayaka Yukihiro | TV Tokyo           | Odc. 2                 | [ 17 ] |
| 2008      | 1 Pound no fukuin (1ポンドの福音)                                             | Młoda Seiko Mukōda   | NTV                | Odc. 1                 | [ 18 ] |
| 2008      | Edison no Haha (エジソンの母)                                                 | Maaya Miyagi         | TBS                |                        | [ 19 ] |
| 2008      | Tokyo Ghost Trip (東京ゴースト・トリップ)                                     | Młoda Mai Hashimoto  | Tokyo MX           | Odc. 7                 | [ 20 ] |
| 2008      | Monster Parent (モンスターペアレント)                                         | Ayane Fujimaki       | KTV                | Odc. 7                 | [ 21 ] |
| 2016      | Good Morning Call (グッドモーニング・コール)                                  | Nao Yoshikawa        | Fuji TV / Netflix  | Główna rola            | [ 3 ]  |
| 2016      | MARS - Tada, Kimi wo Aishiteru (MARS～ただ、君を愛してる～)                   | Shiori Sakurazawa    | NTV                |                        | [ 22 ] |
| 2017      | Futari Monologue (ふたりモノローグ)                                           | Hinata Omimura       | AbemaTV            | Główna rola            | [ 23 ] |
| 2017      | Good Morning Call: Our Campus Days (グッドモーニング・コール Our Campus Days) | Nao Yoshikawa        | Fuji TV / Netflix  | Główna rola            | [ 3 ]  |
| 2018      | Koe Girl! (声ガール!)                                                         | Makoto Kikuchi       | TV Asahi           | Główna rola            | [ 11 ] |
| 2019      | Kakegurui Season 2 (賭ケグルイ Season 2)                                      | Julie Arukibi        | MBS                |                        | [ 24 ] |
| 2019      | Mr. Hiiragi's Homeroom (3年A組-今から皆さんは、人質です-)                     | Suzune Minakoshi     | NTV                |                        | [ 25 ] |
| 2019      | Coffee & Vanilla (コーヒー&バニラ)                                            | Risa Shiragi         | MBS                | Główna rola            | [ 26 ] |
| 2019      | Chito: Sagishi No Minasan Gochui Kudasai (チート～詐欺師の皆さん)             | Maruyama Mizuki      | NTV                |                        | [ 27 ] |
| 2019      | Nippon Noir (ニッポンノワール－刑事Yの反乱)                                   | Suzune Minakoshi     | NTV                |                        | [ 25 ] |
| 2020      | Yuru Camp△ (ゆるキャン△)                                                      | Rin Shima            | TV Tokyo           | Główna rola            | [ 28 ] |
| 2020      | People Who Do Not Rent (レンタルなんもしない人)                               | Shimabukuro Kana     | TV Tokyo           | Odc. 3                 | [ 29 ] |
| 2021      | Date My Daughter! (ウチの娘は、彼氏が出来ない!!)                              | Saori Itō            | NTV                |                        | [ 30 ] |
| 2021      | IP: Cyber Sosahan (IP〜サイバー捜査班)                                        | Kizuna Komiyama      | TV Asahi           |                        | [ 31 ] |
| 2021      | Unlucky Girl! (アンラッキーガール！)                                          | Sachi Fukura         | NTV                | Główna rola            | [ 32 ] |
| 2022      | Imadoki no Wakai Mon wa (今どきの若いモンは)                                  | Ayumi Mugita         | Wowow              |                        | [ 33 ] |
| 2022      | The Honest Real Estate Agent (正直不動産)                                     | Sakura Tsukishita    | NHK                |                        | [ 34 ] |
| 2022–2023 | Maiagare! (舞いあがれ!)                                                       | Mai Iwakura          | NHK                | Główna rola, (Asadora) | [ 2 ]  |
| 2023      | 18/40: Unbreakable Bond of Dreams (18/40〜ふたりなら夢も恋も〜)               | Arisu Nakagawa       | TBS                | Główna rola            | [ 35 ] |
| 2024      | The Honest Real Estate Agent 2 (正直不動産２)                                 | Sakura Tsukishita    | NHK                |                        | [ 36 ] |
| 2025      | Berabou (べらぼう〜蔦重栄華乃夢噺〜)                                          | Tagasode             | NHK                | Taiga drama            | [ 37 ] |

### Filmy
| Rok  | Tytuł | Rola                | Uwagi                     | Przy.  |
| ---- | --- | ------------------- | ------------------------- | ------ |
| 2006 | Harugasumi (ハルガスミ) | Kana Natori         |                           | [ 17 ] |
| 2008 | Kids (キッズ) | Dziewczynka w parku |                           | [ 17 ] |
| 2009 | Dance Subaru (昴-スバル-) | Młoda Mana Kureha   |                           | [ 17 ] |
| 2014 | Ressha Sentai ToQger the Movie: Galaxy Line S.O.S. (烈車戦隊トッキュウジャー THE MOVIE ギャラクシーラインSOS)                                                                   | Dama                |                           | [ 38 ] |
| 2015 | Ressha Sentai ToQger vs. Kyoryuger: The Movie (烈車戦隊トッキュウジャーVSキョウリュウジャー THE MOVIE)                                                                          | Dama                |                           | [ 39 ] |
| 2015 | Pirameki's Children Story (ピラメキ子役恋ものがたり 子役に憧れるすべての親子のために)                                                                                           | Natsumi Kamei       |                           | [ 40 ] |
| 2016 | MARS - Tada, Kimi wo Aishiteru (MARS～ただ、君を愛してる～) | Shiori Sakurazawa   |                           | [ 41 ] |
| 2017 | Let's Go, Jets! (チア☆ダン～女子高生がチアダンスで全米制覇しちゃったホントの話～)                                                                                               | Ayumi Nagai         |                           | [ 42 ] |
| 2017 | Girl's Play (女々演) | Saaya Honjō         | Główna rola               | [ 43 ] |
| 2017 | Doubutsu Sentai Zyuohger vs. Ninninger the Movie: Super Sentai's Message from the Future (劇場版 動物戦隊ジュウオウジャーVSニンニンジャー 未来からのメッセージfromスーパー戦隊) | Runrun (Głos)       |                           | [ 44 ] |
| 2019 | After-School Starlight (4月の君、スピカ。 | Sei Saotome         | Główna rola               | [ 45 ] |
| 2019 | Kakegurui (映画 賭ケグルイ) | Julie Arukibi       |                           | [ 46 ] |
| 2019 | My Girlfriend is a Serial Killer (羊とオオカミの恋と殺人) | Rio Miyaichi        | Główna rola               | [ 47 ] |
| 2021 | Kaguya-sama wa kokurasetai: tensai-tachi no ren’ai zunōsen Final (かぐや様は告らせたい ～天才たちの恋愛頭脳戦～ ファイナル)                                                     | Tsubame Koyasu      | Wciela się w rolę z anime | [ 2 ]  |
| 2023 | Till We Meet Again on the Lily Hill (あの花が咲く丘で、君とまた出会えたら。) | Yuri                | Główna rola               | [ 48 ] |

### Serie anime (seiyū)
| Rok       | Tytuł                                                            | Rola                            | Stacja telewizyjna | Uwagi                                                             | Przy.  |
| --------- | ---------------------------------------------------------------- | ------------------------------- | ------------------ | ----------------------------------------------------------------- | ------ |
| 2009–2013 | Cookin' Idol Ai! Mai! Main! (クッキンアイドル アイ!マイ!まいん!) | Main Hiiragi                    | NHK                | Główna rola                                                       | [ 6 ]  |
| 2016–2017 | Nameko: Sekai no Tomodachi (なめこ～せかいのともだち～)          | Nameko                          | NHK                | Główna rola                                                       | [ 49 ] |
| 2017      | Anpanman (アンパンマン)                                          | Wanko-chan                      | NTV                | Odc. 1385                                                         | [ 50 ] |
| 2017–2018 | KiraKira Pretty Cure a la Mode (ラキラ☆プリキュアアラモード)     | Himari Arisugawa / Cure Custard | ABC                | Główna rola                                                       | [ 9 ]  |
| 2018      | Po deszczu (恋は雨上がりのように)                                | Yui Nishida                     | Fuji TV            |                                                                   | [ 51 ] |
| 2018      | Hugtto! Pretty Cure (HUGっと!プリキュア)                         | Himari Arisugawa / Cure Custard | TV Asahi           | Cameo                                                             | [ 52 ] |
| 2020–2022 | Miłość to wojna (かぐや様は告らせたい ～天才たちの恋愛頭脳戦～)  | Tsubame Koyasu                  | Tokyo MX           | Odgrywa tę samą rolę w filmie anime i śpiewa zakończenie sezonu 2 | [ 53 ] |

### Filmy anime (seiyū)
| Rok  | Tytuł | Rola                            | Uwagi       | Przy.  |
| ---- | --- | ------------------------------- | ----------- | ------ |
| 2017 | Pretty Cure Dream Stars! (映画プリキュアドリームスターズ！)                                                                             | Himari Arisugawa / Cure Custard |             | [ 54 ] |
| 2017 | KiraKira PreCure à la Mode: Crisply! The Memory of Mille-feuille! (映画 キラキラ☆プリキュアアラモード パリッと！想い出のミルフィーユ！) | Himari Arisugawa / Cure Custard |             | [ 55 ] |
| 2018 | Pretty Cure Super Stars! (映画プリキュアスーパースターズ！)                                                                             | Himari Arisugawa / Cure Custard |             | [ 56 ] |
| 2018 | Hugtto! PreCure Futari wa Pretty Cure: All Stars Memories (映画 HUGっと!プリキュア♡ふたりはプリキュア オールスターズメモリーズ)         | Himari Arisugawa / Cure Custard |             | [ 52 ] |
| 2019 | Pretty Cure Miracle Universe (映画プリキュアミラクルユニバース)                                                                         | Himari Arisugawa / Cure Custard |             | [ 57 ] |
| 2019 | Hello World (ハロー・ワールド) | Mirei Kadenokōji                |             | [ 58 ] |
| 2021 | Ai no utagoe o kikasete (アイの歌声を聴かせて)                                                                                          | Satomi Amano                    |             | [ 59 ] |
| 2021 | Hula Fulla Dance (フラ・フラダンス) | Hiwa Natsunagi                  | Główna rola | [ 60 ] |
| 2022 | Kaguya-sama: Love Is War – The First Kiss That Never Ends (かぐや様は告らせたい-ファーストキッスは終わらない-)                          | Tsubame Koyasu                  |             | [ 61 ] |

## Dyskografia

### Single
| Tytuł                                                                                             | Data wydania    | Najwyższa pozycja | Przy.  |
| Tytuł                                                                                             | Data wydania    | JPN (Oricon)      | Przy.  |
| ------------------------------------------------------------------------------------------------- | --------------- | ----------------- | ------ |
| „Mikanseina Hikaritachi” (未完成な光たち)                                                         | 14 lipca 2019   | 26                | [ 62 ] |
| „Toumei Clear” (透明クリア)                                                                       | 11 marca 2020   | 36                | [ 63 ] |
| „Kaze Ni Fukarete” (風に吹かれて)                                                                 | 24 czerwca 2020 | —                 | [ 64 ] |
| „—” oznacza wydania, które nie trafiły na listy przebojów lub nie zostały wydane w danym regionie |                 |                   |        |

### Występy na ścieżkach dźwiękowych

#### Albumy
| Tytuł                                                                                             | Data wydania    | Najwyższa pozycja | Przy.  |
| Tytuł                                                                                             | Data wydania    | JPN (Oricon)      | Przy.  |
| ------------------------------------------------------------------------------------------------- | --------------- | ----------------- | ------ |
| „Koro-chan Pack: Cooking Idol I! My! Main!” (コロちゃんパック クッキンアイドル アイ!マイ!まいん!) | 22 grudnia 2010 | —                 | [ 65 ] |

#### Single
| Tytuł | Data wydania     | Najwyższa pozycja | Inny artysta                                  | Album | Przy.         |
| Tytuł | Data wydania     | JPN (Oricon)      | Inny artysta                                  | Album | Przy.         |
| --- | ---------------- | ----------------- | --------------------------------------------- | --- | ------------- |
| „Kitchen wa My Stage” (キッチンはマイステージ) | 30 września 2009 | 18                | —                                             | „Koro-chan Pack: Cooking Idol I! My! Main” (コロちゃんパック クッキンアイドル アイ! マイ! まいん!)                                                           | [ 66 ] [ 65 ] |
| „Miracle Melody Harmony” (ミラクル☆メロディハーモニー) | 9 czerwca 2010   | 47                | —                                             | Singel spoza albumu | [ 67 ]        |
| „Happy Recipe” (ハッピーレシピ) | 21 lipca 2010    | 141               | Senka Deno (jako Sweet Main i Lovely Michika) | Singel spoza albumu | [ 68 ]        |
| „Waku Waku Kitchen Carnival” (ワクワク♥キッチンカーニバル) | 22 czerwca 2011  | 102               | —                                             | Singel spoza albumu | [ 69 ]        |
| „Happy Cookin' Time” (ハッピー!クッキンタイム♪) | 23 czerwca 2012  | —                 | —                                             | Singel spoza albumu | [ 70 ]        |
| „Nameko no Uta” (なめこのうた) | 13 lutego 2013   | 24                | —                                             | Singel spoza albumu | [ 71 ]        |
| „Pikatto!Ahatto!Taisou” (ピカッと!アハッと!体操) | 22 maja 2013     | 44                | Suienser Girls                                | Singel spoza albumu | [ 72 ]        |
| „Kirakira PreCure a la Mode: Sweet Etude 2: Cure Custard: Petit-Pati-Science” (キラキラ☆プリキュアアラモード sweet etude 2 キュアカスタード プティ*パティ∞サイエンス) | 26 kwietnia 2017 | 75                | —                                             | „KiraKira☆Pretty Cure A La Mode Vocal Best Album Suite☆Etude☆A La Mode” (キラキラ☆プリキュアアラモードボーカルベストアルバム スイート☆エチュード☆アラモード) | [ 73 ] [ 74 ] |
| „—” oznacza wydania, które nie trafiły na listy przebojów lub nie zostały wydane w danym regionie                                                                     |                  |                   |                                               | |               |

#### Inne piosenki
| Tytuł                                                                                             | Data wydania      | Najwyższa pozycja | Album | Przy.  |
| Tytuł                                                                                             | Data wydania      | JPN (Oricon)      | Album | Przy.  |
| ------------------------------------------------------------------------------------------------- | ----------------- | ----------------- | --- | ------ |
| „Machidōshi” (待ち遠しいの)                                                                       | 26 listopada 2009 | —                 | „Cooking Idol I! My! Main! Main Uta no Recipe 1” (クッキンアイドル アイ!マイ!まいん! まいん歌のレシピ 1) | [ 75 ] |
| „Chigireta Yume” (ちぎれた夢)                                                                     | 26 listopada 2009 | —                 | „Cooking Idol I! My! Main! Main Uta no Recipe 1” (クッキンアイドル アイ!マイ!まいん! まいん歌のレシピ 1) | [ 75 ] |
| „Tamago no Waltz” (たまごのワルツ)                                                                | 26 listopada 2009 | —                 | „Cooking Idol I! My! Main! Main Uta no Recipe 1” (クッキンアイドル アイ!マイ!まいん! まいん歌のレシピ 1) | [ 75 ] |
| „—” oznacza wydania, które nie trafiły na listy przebojów lub nie zostały wydane w danym regionie |                   |                   | |        |

## Nagrody i nominacje
| Rok  | Ceremonia                            | Kategoria                                               | Nominowany                                                                   | Rezultat | Przy.  |
| ---- | ------------------------------------ | ------------------------------------------------------- | ---------------------------------------------------------------------------- | -------- | ------ |
| 2023 | Nikkan Sports Drama Grand Prix       | Nagroda dla Najlepszej Aktorki w kategorii letnich dram | 18/40: Unbreakable Bond of Dreams (18/40〜ふたりなら夢も恋も〜)              | Wygrana  | [ 76 ] |
| 2024 | Nagroda Japońskiej Akademii Filmowej | Debiut Roku                                             | Till We Meet Again on the Lily Hill (あの花が咲く丘で、君とまた出会えたら。) | Wygrana  | [ 77 ] |